# نيكولاس شوفان
نيكولاس شوفان (بالفرنسية: Nicolas Chauvin)‏ ولد عام 1790 ، هو جندي فرنسي خدم في الجيش الأول للجمهورية الفرنسية ومن ثم في جيش نابليون بونابارت.
ما يروى حوله يتضمن شيئاً من الخرافة. يزعم أنه جرح في الحروب 17 مرة مما أدى لتشوهه ومع ذلك فقد بقي مثابراً في وطنيته وولائه لنابليون. وقد حصل على تكريم من نابليون نفسه. إلاّ أن شخصية نيكولاس شوفان تحولت إلى هدف للسخرية في حقبة ما بعد نابليون.
من اسمه اشتق مصطلح الشوفينية والذي يشير إلى الحماسة والعصبية الوطنية المفرطة.